# 阿氏霓虹脂鯉
阿氏霓虹脂鯉，俗稱紅蓮燈魚、紅蓮燈、宝莲灯鱼，為輻鰭魚綱脂鯉目脂鯉科的一個種。

## 分布
本魚分布於南美洲哥倫比亞、委內瑞拉奧里諾科河上游與巴西尼格羅河流域。

## 特徵
本魚體側有一條明顯的鐵藍色條紋從吻部開始，穿過眼睛的上半部，一直延伸至脂鰭。下半身呈鮮紅色，魚體前腹部有一塊銀色；雌魚的體側較高。體長約 3 cm（1.2英寸）。

## 生態
本魚棲息在較淺溪流和湖泊中，性情溫和，屬雜食性，以蠕蟲、甲殼動物等為食。

## 經濟利用
為高經濟價值的觀賞性魚類，飼養在酸性的水質，體色會更鮮豔。